# Ludi Romani
Die Ludi Romani (lat.: römische Spiele), auch Ludi Magni (lat.: große Spiele) genannt, waren eines der ältesten Feste des römischen Kultwesens. Sie wurden jährlich vom 4. bis 19. September zu Ehren des Gottes Jupiter gefeiert.

## Geschichte
Alter und Herkunft der ludi Romani sind nicht eindeutig geklärt. Theodor Mommsens Urteil, nach dem sie 366 v. Chr. als ältestes Jahresfest die vorherigen Votivfeste ersetzten, ist nach neueren Erkenntnissen nicht haltbar.
Laut Titus Livius wurden die zunächst nur eintägige Feste von Tarquinius Priscus anlässlich seiner Eroberung von Apiolae gestiftet. Dionysios von Halikarnassos und Cicero datieren die Einführung bereits zweitägiger Spiele dagegen auf den Sieg über die Latiner beim Regillus lacus 496 v. Chr. Nach der ersten Secessio plebis 494 v. Chr. wurde ein dritter Tag ergänzt. Zunächst fanden die Spiele jedoch nur unregelmäßig statt, etwa im Zusammenhang mit einem Triumph. Erst im Laufe des 4. Jahrhunderts etablierten sich die ludi Romani als jährliche Spiele.
Organisiert wohl anfangs von den Königen, ging die Verantwortung für die Spiele mit Beginn der Römischen Republik auf die Konsulen und seit 367/6 v. Chr. auf das neu eingerichtete Amt der curulischen Ädile über, während die möglicherweise sogar älteren ludi plebeii von den plebejischen Ädilen ausgerichtet wurden. Dafür stand ihnen ein festgelegter Betrag aus dem Ärar zur Verfügung, das sie aus eigenen Mitteln ergänzen konnten. Da die Ausrichtung der Spiele eine Empfehlung für das Wahlverhalten der römischen Bürger darstellte, investierten die Ädile damit in ihren cursus honorum. 182 v. Chr. erließ der Senat ein Dekret, das die Ausgaben für die Spiele begrenzte, nachdem Tiberius Sempronius Gracchus derart aufwändige Spiele organisiert hatte, dass Bundesgenossen und Provinzen übermäßig belastet worden waren.
Zum letzten Mal erwähnt sind die ludi Romani im Chronograph von 354.

## Dauer und Ablauf
Die Spiele begannen mit einer Pompa circensis vom kapitolinischen Jupitertempel zum Circus Maximus.
Jörg Rüpke nimmt an, dass die ludi Romani ursprünglich an den Iden des Septembers, dem 13. September, dem Tag der Weihe des Jupitertempels, stattfanden. Die Dauer der ludi Romani erweiterte sich in den folgenden Jahrhunderten. Dauerten sie vor Einführung der Theaterspiele 364 v. Chr. noch vier Tage, waren es 191 v. Chr. bereits zehn. Zum Zeitpunkt von Caesars Tod waren es fünfzehn Tage, vom 5. bis 19. September. Nach Caesars Ermordung wurde ihm zu Ehren der 4. September ergänzt.
Die – damals viertägigen – Circusspiele wurden seit 364 v. Chr. durch ludi scaenici (Theaterspiele) erweitert. Der erste curulische Ädil Marcus Popillius Laenas soll sie als Sühnemittel anlässlich einer Seuche gestiftet haben. Dabei handelte es anfangs vermutlich um von den Nachbarvölkern übernommene Stegreifspiele (Atellane). Der Überlieferung nach wurde im Jahre 240 v. Chr. bei den ludi Romani zum ersten Mal ein von Livius Andronicus ins lateinische übersetztes Drama aufgeführt. Da dies der früheste Nachweis für Literatur in lateinischer Sprache ist, gilt dieses Jahr als der Übergang Roms von der vorliterarischen in die literarische Zeit.
In Kaiserzeit fanden nach neuntägigen Theaterspielen am 13. September die Epulum Jovis, ein Mahl aller Senatoren, statt und am 14. die Equorum probatio. Die eigentlichen ludi circenses mit Wagenrennen dauerten vom 15. bis zum 19. September.